# Klinična smrt
Klinična smrt je medicinski izraz za prekinitev krvnega obtoka in dihanja. To sta nujna pogoja za ohranjanje življenja.  Do tega pride, ko srce preneha biti v rednem ritmu. Takšno stanje imenujemo srčni zastoj. Izraz se včasih uporablja v raziskavah oživljanja.
Pred odkritjem oživljanja, defibrilacije, adrenalinskih injekcij in drugih zdravil v 20. stoletju, je bila odsotnost krvnega obtoka (in vitalnih funkcij, povezanih z njim) uradna opredelitev smrti. Klinična smrt je tako stanje, ko prenehata dihanje in bitje srca, oživljanje pa je še mogoče.
V začetku klinične smrti se zavest izgubi v nekaj sekundah. Možganska aktivnost se ustavi v 20-40 sekundah.. V tem zgodnjem obdobju se lahko pojavi zasoplost - agonalno dihanje. Včasih ga napačno interpretirajo - kot da je takšno dihanje pravilno in zato oživljanje ni potrebno. V času klinične smrti se v tkivih in organih v telesu vztrajno kopičijo ishemične poškodbe.

## Meje preobrata
Večina tkiv in organov v telesu lahko preživi klinično smrt za daljše obdobje. Krvni obtok je mogoče ustaviti v celotnem telesu pod srcem za vsaj 30 minut. Poškodba hrbtenjače je omejitveni dejavnik. Odrezana okončina se lahko uspešno ponovno pritrditi po 6 urah brez cirkulacije krvi pri višjih temperaturah. Kosti, kite in koža lahko zdržijo tudi od 8 do 12 ur.
Pri možganih se ishemične poškodbe kopičijo hitreje kot pri drugih organih. Če so možgani brez krvnega obtoka več kot 3 minute pri normalni telesni temperaturi, je popolno okrevanje, brez posebnega zdravljenja, zelo redko. Možganske poškodbe ali poznejše možganske smrti so posledica daljše časovne klinične smrti, četudi srce  ponovno uspešno oživimo in je krvni obtok uspešno obnovljen. Poškodba možganov je torej omejevalni dejavnik za okrevanje od klinične smrti.
Čeprav je izguba funkcije skoraj takojšna, je nemogoče določiti, po kolikšnem času klinične smrti nedelujoči možgani jasno umrejo. Najbolj ranljive celice v možganih, CA1 nevroni v hipokampusu, so nepopravljivo poškodovane že po 10 minutah brez kisika, vendar pa poškodovane celice dejansko umrejo šele več ur po oživljanju. Takšno "zamudno smrt" lahko preprečimo  s preprostim in hitrim zdravljenjem z zdravili, tudi po 20ih minutah brez kisika. V drugih predelih možganov so uspešno pridobili in vzgojili človeške nevrone tudi več ur po klinični smrti. Do možganske odpovedi pri klinični smrti pride zaradi kompleksnih procesov, ki se zgodijo po tem, ko je krvni obtok obnovljen, še posebej  pri procesih, ki vplivajo na krvni obtok v obdobju okrevanja. Nadzor teh procesov je predmet stalnih raziskav.
Leta 1990 je laboratorij za oživljanje pod vodstvom Petra Safarija ugotovil, da zmanjšanje telesne temperature za 3 °C po ponovnem zagonu krvnega obtoka lahko podvoji časovni interval okrevanja po klinični smrti, brez poškodbe možganov s 5 minut na 10 minut. To  podhladitveno tehniko so  začeli uporabljati v urgentni medicini. Kombinacija rahlega zmanjšanja telesne temperature, zmanjšanja koncentracije krvnih celic in povečanja krvnega tlaka po oživljanju se je izkazala za še posebej učinkovito. Omogočilo  je okrevanje psov po 12 minutah klinične smrti pri normalni telesni temperaturi praktično brez poškodb možganov. Podhladitveni tehniki so dodali še protokol zdravljenja z zdravili, pri čemer so omogočili okrevanje psov po 16 minutah klinične smrti, pri normalni telesni temperaturi, brez trajne poškodbe možganov. Podhladitvena tehnika brez zdravljenja z zdravili je imela uspešno okrevanje po klinični smrti po 17 minutah, vendar s poškodbo možganov.
Najdaljše obdobje klinične smrti mačke, v laboratorijskih razmerah pri normalni telesni temperaturi z normalnim delovanja možganov, je ena ura.

## Hipotermija v času klinične smrti
Zmanjšana telesna temperatura, ali terapevtska hipotermija v času klinične smrti upočasni kopičenje poškodb in podaljšuje obdobje, v katerem se lahko preživi klinično smrt. Stopnjo škode lahko zmanjšamo, če se približamo pravilu Q10, ki pravi, da se stopnja biokemijskih reakcij zmanjša za faktor dva za vsako zmanjšanje 10 °C temperature. Kot rezultat lahko ljudje včasih preživijo klinično smrt za več kot eno uro pri temperaturi do -20 °C. Prognoza je boljša, če se klinična smrt zgodi zaradi podhladitve, kot če se zgodi pred podhladitvjo. Leta 1999 je 29-letna švedinja  Anna Bågenholm preživela 80 minut, ujeta v ledu s temperaturo jedra 13,7 °C in popolnoma okrevala. V urgentni medicini je rečeno, da "nihče ni mrtev, dokler ni topel in mrtev." Študije na živalih so pokazale, da lahko preživijo do 3 ure klinične smrti pri temperaturi blizu 0 °C.

## Oživljanje v času klinične smrti
Namen oživljanja (CPR) v času srčnega zastoja je ponovna vzpostavitev krvnega obtoka in dihanja. Vendar obstajajo velike razlike v učinkovitosti CPR za ta namen. Krvni tlak je zelo nizek pri ročnem oživljanju in podaljša preživetje za samo 10 minut. Vendar obstajajo primeri bolnikov, ki so se med oživljanjem vrnili k zavesti, kljub popolnem zastoju srca. Ob odsotnosti možganske funkcije ali odkrite vrnitve k zavesti je nevrološki status bolnikov, ki so bili izpostavljeni oživljanju, negotov. To je nekje med stanjem klinične smrt in normalnim delovanjem.
Bolniki, pri katerih se vzdržuje krvni obtok in oksigenacija za ohranjanje življenja, medtem ko se ustavita dihanje in srčni utrip, se običajno ne štejejo za klinično mrtve. Vsi deli telesa, razen srca in pljuč, še naprej delujejo normalno. Klinična smrt nastopi le, če se stroji, ki zagotavljajo cirkulacijo krvi, izklopijo.

## Kontrolirana klinična smrt
Določene operacije možganskih anevrizem ali napak aortnega loka zahtevajo, da se krvni obtok ustavi, medtem ko se odpravljajo napake. Ta namerna začasna indukcija klinične smrti se imenuje zastoj krvnega obtoka. To se po navadi opravi z znižanjem telesne temperature do +18 °C (64 °F), ustavljanjem srca in delovanja možganov z zdravili zaradi varčevanja z energijo, z izklapljanjem stroja za srce in pljuča, in izčrpava kri, da odpravimo krvni tlak. Pri tako nizki temperaturi, lahko klinično mrtva oseba preživi eno uro, ne da bi utrpela možganske poškodbe. Pri nižjih temperaturah je lahko klinično mrtva oseba, v takem stanju dlje časa, vendar to v praksi še ni klinično dokazano.

## Klinična smrt in določanje smrti
V preteklosti so verjeli, da je smrt dogodek, ki sovpada s trenutkom, ko nastopi klinična smrt. Zdaj razumemo, da je smrt niz fizičnih dogodkov, ne samo enega, in da je določitev stalne smrti odvisna od drugih dejavnikov, ki presegajo preprosto prenehanje dihanja in bitja srca.
Če klinična smrt nastopi nepričakovano, je treba nuditi nujno medicinsko pomoč. Začnemo z oživljanjem. V bolnišnici sprožimo vse potrebne postopke, da ponovno vzpostavimo normalen srčni utrip. S temi procesi nadaljujemo, dokler srce ne začne normalno biti, ali pa dokler se ne določi, da so nadaljnja prizadevanja nekoristna, ker okrevanje bolnika ni več možno. Če se sprejme takšno odločitev, se objavi čas smrti, oživljanje pa se preneha.
Če se klinična smrt pričakuje zaradi hude bolezni ali umika podpornega zdravljenja, pogosto velja pravilo "neoživljanja", za katerega se odloči bolnik sam. To pomeni, da ga ne bodo oživljali in da lahko zdravnik določijo čas dokončne smrti že ob nastopu klinične smrti.
Bolnika, ki je možgansko mrtev, vendar njegova pljuča in srce delujejo normalno, lahko proglasijo za dokončno mrtvega brez klinične smrti. Nekatera sodišča zavračajo takšno definicijo smrti zaradi verskih prepričanj družinskih članov.